# Hans Drakenberg
Hans Drakenberg, né le 4 février 1901 à Stockholm et mort le 1er novembre 1982 à Malmö, est un escrimeur suédois.

## Carrière
Entre 1933 et 1938, il fait partie de l'équipe du Suède qui se hisse sur tous les podiums internationaux. Aux championnats internationaux, compétition précèdent les championnats du monde d'escrime, les suédois remportent le bronze en 1933 à Budapest puis en 1934 à Varsovie, puis l'argent à Lausanne en 1935. Après les Jeux de 1936, la compétition change de dénomination, devenant championnats du monde, mais l'équipe de Suède exerce toujours la même influence. Elle remporte le bronze, en 1937 à Paris, puis l'argent en 1938 à Piešťany. Drakenberg ira chercher une dernière médaille d'argent, à 48 ans, aux championnats du monde 1949 au Caire. S'il n'a jamais connu l'or par équipes, il a triomphé en individuel en 1935 à Lausanne.
Aux Jeux de Berlin 1936, les suédois décrochent l'argent derrière l'Italie. Le rôle de Drakenberg s'arrête avant la poule finale. Il ne tire pas pendant cette phase finale, durant laquelle la Suède perd contre l'Italie (5-10), puis bat l'Allemagne nazie (8-4) et s'impose d'une touche contre la France (8-8 aux assauts, 33-32 aux touches données).

## Palmarès
- Jeux olympiques
  -  Médaille d'argent par équipes aux Jeux olympiques de 1936 à Berlin

- Championnats du monde d'escrime
  -  Médaille d'argent par équipes aux championnats du monde d'escrime 1949 au Caire
  -  Médaille d'argent par équipes aux championnats du monde d'escrime 1938 à Piešťany
  -  Médaille de bronze par équipes aux championnats du monde d'escrime 1937 à Paris

- Championnats internationaux d'escrime
  -  Médaille d'or aux championnats internationaux 1935 à Lausanne
  -  Médaille d'argent par équipes aux championnats internationaux 1935 à Lausanne
  -  Médaille de bronze aux championnats internationaux 1934 à Varsovie
  -  Médaille de bronze par équipes aux championnats internationaux 1934 à Varsovie
  -  Médaille de bronze par équipes aux championnats internationaux 1933 à Budapest